# 국교회 폐지
국교회 폐지(Disestablishmentarianism)는 영국(대영 제국)의 공식 교회에서 영국국교회의 위치를 종식시키는 운동이다.
19세기 초에 제레미 벤담과 같은 급진파들은 영국에서 국교회를 폐지하려는 운동을 펼쳤다.
'해방주의자(Liberationist)'로 불리는 조직은 1844년에 에드워드 미올(Edward Miall)에 의해 설립되어 100년 후에 국교회가 남아있을 것인지에 대해 논의를 하였으나, 이런 움직임은 곧 사라졌다.

## 같이 보기
- 세속 국가
- 세속주의